# Кольцо настроения

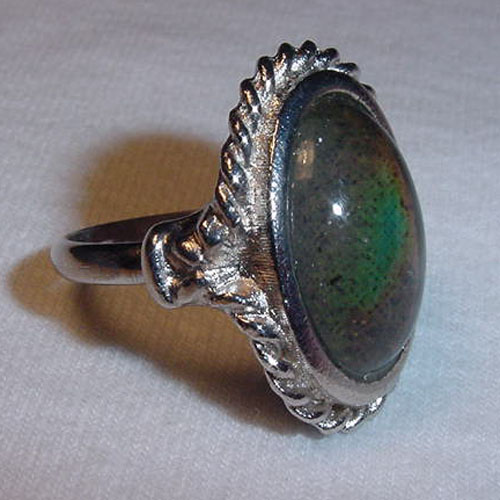
Кольцо настроения с жидкокристаллическим элементом под стеклянным покрытием

Кольцо настроения (англ. mood ring) — кольцо, которое содержит термочувствительный элемент, например жидкий кристалл. Цвет элемента меняется в зависимости от температуры пальца того, кто носит кольцо. Знаменитая причуда американской моды 1970-х годов.

## История
Идея использовать термочувствительные элементы в украшениях впервые возникла у американского ювелира Марвина Уэрника (Marvin Wernick) в 1974 году после прочтения журнальной статьи о применении жидкокристаллических элементов в медицинских термометрах. Он нашёл элемент, который менял цвет от чёрного до зелёного, голубого и синего в диапазоне 32—38 °C и в январе 1975 года разработал технику использования его в кулонах и кольцах. В феврале начались продажи. Уэрник называл украшения «волшебными», и его рекламные материалы утверждали, что цвет кулона или кольца является показателем теплоты характера носителя. Поскольку Уэрник не запатентовал изобретение, другие ювелиры переняли идею и начали производить свои термочувствительные украшения. Вскоре кто-то придумал удачный термин mood ring («кольцо настроения»), который был быстро принят всеми производителями, в том числе и Уэрником.
Важным производителем «колец настроения» был Джошуа Рейнолдс (Joshua Reynolds); некоторые источники называют его их изобретателем. Рейнолдс называл кольца «настоящим инструментом биологической обратной связи», который позволяет человеку получать дополнительную информацию о своем организме. Подобная концепция шла в ногу с духом времени, новые украшения набирали популярность, и в декабре 1975 года суммарная стоимость проданных колец достигла 15 миллионов долларов. Однако в середине декабря спрос на кольца внезапно упал, рынок оказался перенасыщенным, и компании, не успевшие реализовать кольца, потерпели убытки. Через пару лет «кольца настроения» окончательно вышли из моды.

## Цвета и настроение
Рекламные материалы «колец настроения» утверждали, что цвет кольца (иными словами, температура пальцев) является показателем настроения:
| Цвет       | Настроение                |
| ---------- | ------------------------- |
| синий      | счастливое                |
| голубой    | расслабленное             |
| фиолетовый | радостное                 |
| коричневый | угнетённое                |
| зелёный    | спокойное                 |
| желтый     | волнительное              |
| белый      | тревожное                 |
| чёрный     | напряжённое, под стрессом |
| красный    | раздражённое              |

Достоверность подобных утверждений с самого начала была спорной. Одно язвительное письмо, опубликованное в газете Los Angeles Times, говорило, что если верить рекламе, то «кольца настроения» в витрине магазина должны показывать настроение самой витрины.